# Günter Skeib
Günter Skeib, né le 16 septembre 1919 à Berlin et mort le 12 avril 2012 à Potsdam, est un météorologue et explorateur polaire allemand.
On lui doit des ouvrages sur ses voyages à Tian Shan et en Antarctique.

## Biographie
Günter Skeib étudie la météorologie à l'université de Vienne jusqu'en 1943. En 1946, il commence sa carrière professionnelle au Telegrafenberg à Potsdam. Six ans plus tard, il en devient chef du département de météorologie expérimentale. Il obtient son doctorat en 1952 sous la direction de Hans Ertel à l'université Humboldt de Berlin avec une thèse intitulée Modellversuche zur monsunalen Zirkulation. Il devient directeur de l'observatoire principal en 1955, succédant à Horst Philipps (1905-1962).
L'Année géophysique internationale en 1957-1958 façonne la suite de sa carrière scientifique. Les scientifiques de la RDA participent à trois grandes expéditions soviétiques : l' expédition océanographique dans l'Atlantique à bord du navire de recherche Mikhaïl Lomonossov, l'expédition Tian Shan dans la région glaciaire au sud-est d'Almaty et l'expédition au Pamir avec le relevé photogrammétrique du glacier Fedtchenko. Skeib est personnellement impliqué dans deux de ces entreprises. En novembre et décembre 1957, il navigue sur le Mikhaïl Lomonossov vers l'Atlantique Nord et en 1958, il dirige le groupe de travail météorologique dans le cadre de l'expédition glaciologique au Tian Shan.
De 1959 à 1961, il commande un groupe de météorologues allemands qui participent à la 5e expédition soviétique en Antarctique. Sa station de base est Mirny dans l'Antarctique oriental. En 1960, il hiverne avec deux collègues soviétiques sous une tente sur l'île Drygalski, un gigantesque bloc de glace de 220 km2 qui repose sur un banc à 90 km au large des côtes du continent. Après son retour de l'Antarctique, Skeib est chargé de la nouvelle unité d'expéditions au sein du Comité national de géodésie et de géophysique. Le comité a notamment coordonné toutes les expéditions en Antarctique et au Spitzberg entreprises par des groupes de recherche de la RDA. De 1974 à 1975, il dirige un groupe de scientifiques allemands qui prennent part à la 20e expédition antarctique soviétique. Il cède ensuite la direction du principal observatoire météorologique et reste responsable du département « Bilan thermique » jusqu'à sa retraite en 1981.
Günter Skeib était marié à Gisela Skeib née Hausmann (1926-2017), avec qui il a eu deux enfants. Le couple repose au Neuer Friedhof à Potsdam.

## Honneurs et récompenses
Après sa première expédition en Antarctique, Skeib a reçu l'ordre patriotique du mérite en bronze de la RDA en 1961. La Société météorologique de la RDA lui a décerné la plaque en or Reinhard Süring en 1984. En 1987, il a reçu le premier prix Georgi de la GeoUnion Alfred-Wegener-Stiftung,. Son titre de membre honoraire de la Société météorologique de la RDA, qu'il occupait depuis 1989, a été repris par la Société météorologique allemande, réunifiée en 1991,,.